# Hockey World League 2014-15 (mannen), finale
De finale van de Hockey World League 2014-15 (mannen) werd gehouden van 27 november tot en met 6 december 2015. Het was de tweede editie van het toernooi en had plaats in het Indiase Raipur. Australië won het toernooi.

## Kwalificatie
Gastland India was direct gekwalificeerd. De overige zeven landen plaatsten zich via de halve finale.
| Data            | Evenement                         | Locatie                 | Quota    | Gekwalificeerd                        |
| --------------- | --------------------------------- | ----------------------- | -------- | ------------------------------------- |
|                 | Gastland                          | Gastland                | 1        | India                                 |
| 3-14 juni 2015  | Hockey World League, halve finale | Argentinië Buenos Aires | 3 of 4 1 | Duitsland Argentinië Nederland Canada |
| 17-28 juni 2015 | Hockey World League, halve finale | België, Brasschaat      | 3 of 4 1 | Australië België Groot-Brittannië     |
| Total           | Total                             | Total                   | 8        |                                       |

1 Omdat India in Brasschaat bij de eerste vier eindigde, was ook Canada geplaatst voor de finale.

## Uitslagen
Alle tijden zijn in lokale tijd (UTC+5:30)

### Eerste ronde

#### Groep A
| Team             | GS | W | G | V | DV | DT | DS  | Ptn |
| ---------------- | -- | - | - | - | -- | -- | --- | --- |
| Groot-Brittannië | 3  | 2 | 1 | 0 | 11 | 6  | +5  | 7   |
| Australië        | 3  | 2 | 0 | 1 | 9  | 5  | +4  | 6   |
| België           | 3  | 1 | 1 | 1 | 10 | 6  | +4  | 4   |
| Canada           | 3  | 0 | 0 | 3 | 3  | 16 | −13 | 0   |

| 28 november 2015 14:30     |       |            |                                           |
| Groot-Brittannië           | 3 - 1 | Canada     | Scheidsrechters: Raghu Prasad Adam Kearns |
| Mantell 2', 23' Catlin 24' |       | 4' Pearson | Scheidsrechters: Raghu Prasad Adam Kearns |

| 28 november 2015 16:30 |       |        |                                                |
| Australië              | 1 - 0 | België | Scheidsrechters: David Tomlinson Nathan Stagno |
| Dwyer 22'              |       |        | Scheidsrechters: David Tomlinson Nathan Stagno |

| 29 november 2015 18:30                                                      |       |                         |                                               |
| België                                                                      | 7 - 2 | Canada                  | Scheidsrechters: Ayden Shrives David Sweetman |
| Dockier 9' Van Aubel 12', 58' Briels 13' Truyens 14' Van Doren 50' Boon 54' |       | 29' Pearson 44' Noronha | Scheidsrechters: Ayden Shrives David Sweetman |

| 29 november 2015 20:30 |       |                                                     |                                                     |
| Australië              | 2 - 5 | Groot-Brittannië                                    | Scheidsrechters: Germán Montes de Oca Grant Hundley |
| Hayward 17' Gohdes 47' |       | 9' Weir 13' Grassick 23' Sloan 32' Condon 49' Roper | Scheidsrechters: Germán Montes de Oca Grant Hundley |

| 1 december 2015 18:30                                              |       |        |                                             |
| Australië                                                          | 6 - 0 | Canada | Scheidsrechters: Paul Walker David Sweetman |
| Beale 4', 60' Hayward 11' Wotherspoon 13' Dawson 15' K. Govers 57' |       |        | Scheidsrechters: Paul Walker David Sweetman |

| 1 december 2015 20:30            |       |                                |                                            |
| Groot-Brittannië                 | 3 - 3 | België                         | Scheidsrechters: Adam Kearns Grant Hundley |
| Roper 7' Brogdon 28' Forsyth 40' |       | 13' Briels 38' Cosyns 42' Boon | Scheidsrechters: Adam Kearns Grant Hundley |

#### Groep B
| Team       | GS | W | G | V | DV | DT | DS | Ptn |
| ---------- | -- | - | - | - | -- | -- | -- | --- |
| Nederland  | 3  | 2 | 1 | 0 | 6  | 3  | +3 | 7   |
| Argentinië | 3  | 2 | 0 | 1 | 8  | 4  | +4 | 6   |
| Duitsland  | 3  | 0 | 2 | 1 | 2  | 4  | −2 | 2   |
| India      | 3  | 0 | 1 | 2 | 2  | 7  | −5 | 1   |

| 27 november 2015 18:30     |       |       |                                              |
| Argentinië                 | 3 - 0 | India | Scheidsrechters: Adam Kearns David Tomlinson |
| Peillat 3', 60' Menini 24' |       |       | Scheidsrechters: Adam Kearns David Tomlinson |

| 27 november 2015 20:30 |       |           |                                             |
| Duitsland              | 0 - 0 | Nederland | Scheidsrechters: Raghu Prasad Ayden Shrives |
|                        |       |           | Scheidsrechters: Raghu Prasad Ayden Shrives |

| 28 november 2015 18:30 |       |              |                                                   |
| Duitsland              | 1 - 1 | India        | Scheidsrechters: Germán Montes de Oca Paul Walker |
| Wellen 6'              |       | 47' A. Singh | Scheidsrechters: Germán Montes de Oca Paul Walker |

| 28 november 2015 20:30                  |       |                  |                                               |
| Nederland                               | 3 - 2 | Argentinië       | Scheidsrechters: Grant Hundley David Sweetman |
| Brinkman 10' Van Ass 17' Bovendeert 22' |       | 30', 39' Peillat | Scheidsrechters: Grant Hundley David Sweetman |

| 30 november 2015 18:30                         |       |              |                                                |
| Nederland                                      | 3 - 1 | India        | Scheidsrechters: David Tomlinson Ayden Shrives |
| Van der Weerden 36' Pruyser 43' Bovendeert 54' |       | 47' Kangujam | Scheidsrechters: David Tomlinson Ayden Shrives |

| 30 november 2015 20:30       |       |            |                                             |
| Argentinië                   | 3 - 1 | Duitsland  | Scheidsrechters: Raghu Prasad Nathan Stagno |
| Peillat 17', 51' Paredes 50' |       | 26' Wellen | Scheidsrechters: Raghu Prasad Nathan Stagno |

### Tweede ronde

#### Kwartfinale
| 2 december 2015 18:30     |       |        |                                           |
| Nederland                 | 2 - 0 | Canada | Scheidsrechters: Paul Walker Raghu Prasad |
| Jonker 25' Bovendeert 56' |       |        | Scheidsrechters: Paul Walker Raghu Prasad |

| 2 december 2015 20:45                     |       |           |                                                     |
| Australië                                 | 4 - 1 | Duitsland | Scheidsrechters: Nathan Stagno Germán Montes de Oca |
| Hayward 4' Dwyer 5' Dawson 27' Turner 60' |       | 40' Rühr  | Scheidsrechters: Nathan Stagno Germán Montes de Oca |

| 3 december 2015 18:30 |       |                           |                                                |
| Groot-Brittannië      | 1 - 2 | India                     | Scheidsrechters: David Tomlinson Ayden Shrives |
| Mantell 25'           |       | 19' Ragunath 39' T. Singh | Scheidsrechters: David Tomlinson Ayden Shrives |

| 3 december 2015 20:45 |       |                           |                                             |
| Argentinië            | 1 - 2 | België                    | Scheidsrechters: Paul Walker David Sweetman |
| Mazzilli 42'          |       | 22' Hendrickx 27' Dockier | Scheidsrechters: Paul Walker David Sweetman |

#### Kruisingswedstrijden
Om plaatsen 5-8
De verliezers van de kwartfinales werden gerangschikt op basis van het resultaat in de eerste ronde om de indeling van de wedstrijden om de 5e/6e plaats en 7e/8e plaats te bepalen.
Halve finale
| 4 december 2015 18:30               |       |                        |                                           |
| Australië                           | 3 - 2 | Nederland              | Scheidsrechters: Paul Walker Raghu Prasad |
| Wotherspoon 8' Beale 22' Gohdes 42' |       | 29' Jonker 33' Pruyser | Scheidsrechters: Paul Walker Raghu Prasad |

| 5 december 2015 18:30 |       |             |                                                   |
| India                 | 0 - 1 | België      | Scheidsrechters: Adam Kearns Germán Montes de Oca |
|                       |       | 5' Charlier | Scheidsrechters: Adam Kearns Germán Montes de Oca |

#### Plaatsingswedstrijden
Om de 7e/8e plaats
| 5 december 2015 20:45                                                       |       |                                   |                                              |
| Duitsland                                                                   | 8 - 3 | Canada                            | Scheidsrechters: David Sweetman Raghu Prasad |
| Rühr 3', 4' Fürste 8' Wellen 18' Windfeder 24' Fuchs 51' Korn 54' Staib 59' |       | 30' Johnston 41' Guest 49' Tupper | Scheidsrechters: David Sweetman Raghu Prasad |

Om de 5e/6e plaats
| 4 december 2015 20:45 |       |                                 |                                              |
| Groot-Brittannië      | 2 - 4 | Argentinië                      | Scheidsrechters: Ayden Shrives Grant Hundley |
| Mantell 50' Roper 57' |       | 5', 17' Ibarra 14', 44' Peillat | Scheidsrechters: Ayden Shrives Grant Hundley |

Om de 3e/4e plaats
| 6 december 2015 18:30                                       |                  |                                                    |                                          |
| Nederland                                                   | 5 - 5 (2 - 3 ns) | India                                              | Scheidsrechters: Paul Walker Adam Kearns |
| Pruyser 9' Van der Schoot 25' Van der Weerden 54', 58', 60' |                  | 39', 51' Ra. Singh 47', 55' Pal Singh 56' A. Singh | Scheidsrechters: Paul Walker Adam Kearns |
| Shoot-out                                                   |                  |                                                    | Scheidsrechters: Paul Walker Adam Kearns |
|                                                             | 2 – 3            |                                                    | Scheidsrechters: Paul Walker Adam Kearns |

Finale
| 6 december 2015 20:45  |       |              |                                                     |
| Australië              | 2 - 1 | België       | Scheidsrechters: Nathan Stagno Germán Montes de Oca |
| Hayward 16' Dawson 37' |       | 60' Gougnard | Scheidsrechters: Nathan Stagno Germán Montes de Oca |

## Eindstand
1. Australië
2. België
3. India
4. Nederland
5. Argentinië
6. Groot-Brittannië
7. Duitsland
8. Canada